# ヒデ (お笑い芸人)
ヒデ（1971年4月7日 - ）は、日本のお笑い芸人であり、お笑いコンビペナルティのツッコミ担当。相方はワッキー。本名：中川 秀樹（なかがわ ひでき）。千葉県船橋市出身。吉本興業所属。血液型はO型。専修大学法学部卒業。

## 来歴
船橋市立船橋高等学校（市船）ではサッカー部に所属し2年生からレギュラーとして第67回全国高等学校サッカー選手権大会準優勝とインターハイ優勝を経験、名門である専修大学でもサッカー部でプレーした。相方のワッキーとは市船のサッカー部で出会い先輩後輩の間柄である。なお、高校卒業後の進路を決める際は、ファンである映画『男はつらいよ』の劇中で寅次郎が大学に行く理由を語るシーンを見て大学進学を決めたという。 
専修大卒業時に、Jリーグ・横浜フリューゲルスからスカウトを受けていたにもかかわらず、「サッカー以外の仕事がやりたい」と辞退し、後輩のワッキーを説得して銀座7丁目劇場のオーディションを受けて合格したことでお笑いの道に進んだ。サッカーを辞めてお笑いに進んだ理由についてヒデは「人を楽しませることは好きで、同級生の前でやっていたネタを他の人たちの前で披露してみたかった」と述べている。
長い下積み生活を経て、2003年頃からコンビとして人気が出る。2007年7月7日に6歳年下の音楽関係の女性と結婚。
2008年に放送された『雨上がり決死隊のトーク番組アメトーーク!』（テレビ朝日系列）の「家電芸人」で脚光を浴び、家電製品関連でピンの仕事が増加。反面ワッキーがFNS27時間テレビ (2008年)で披露した「1,2行進」でスベリキャラが浸透し、立場が逆転している。家電、バーベキュー、アニメ、サッカーなど趣味が多いことと仕切りやトークが上手いため、それに関しての番組などにピンで出演することも多い。
2009年1月に「しゃぶしゃぶ秀久」を開店（プロデュース）した。
かつては、女性フットサルチーム「よしもとマラティニーコ」の監督だった（後にDonDokoDonの平畠啓史に交替）。 
2012年5月20日、自動車を運転中に、東京都台東区浅草の路上で、千葉県市川市の男性会社員をはね、足に軽傷を負わせた。ヒデは同署に「前方不注意だった」と説明しており、自動車運転過失致傷容疑で書類送検された。

## 人物
ネタではボケ倒すワッキーに最後にドロップキックでツッコむ（ただし、このとき腰を痛めることがしばしばある）。
サッカーには大変詳しい。「サッカー馬鹿蔵」（『ロンドンハーツ』（テレビ朝日系列）などにおいて）の別名がある。『ワンナイR&R』（フジテレビ系列）では、雨上がり決死隊の宮迫博之とともにオカマのサッカー選手ジローちゃん（宮迫はアンコ姉さん）を演じている。その他、中田ヒデ（中田英寿）、ヒロミチオジサン（佐藤弘道）など、スポーツがらみのキャラが多い。   
アウトドア派で、バーベキューのことをBBQと略して言う。かつて出演していたラジオ番組『ペナルティのゴックンでございます』（CBCラジオ）では「馬部久（うまべひさし、と読み、読み方を変えると『バ・ベ・キュウ』となりバーベキューと読める）」というキャラクターに扮しコーナーを持っていた。   
下積み時代もテレビ局からのタクシー代を削り、長距離を徒歩で帰っていたほどの倹約家である。
サッカー関連番組では、本名の中川秀樹名義で出演することもある。

## 出演

### テレビ番組
現在の出演番組
- おあそびマスターズ（2013年 - 、ディスカバリーチャンネル）※月1回放送[11]
- いいものプレミアム（ノンストップ!内番組）（2014年1月6日 - 、フジテレビ）- サロンチーフマネージャー（MC）
- アメトーーク!（テレビ朝日）- 不定期出演
- 土曜はダメよ!（読売テレビ）- 不定期でVTR出演、「クイズ! よみがえれ純喫茶」コーナー担当
- 浜ちゃんが!（読売テレビ）- 進行として不定期出演
- 王様のブランチ（TBSテレビ）- 不定期出演
- とびっきり!しずおか 日曜版（静岡朝日テレビ）- 不定期出演
- 食彩県 しずおか旬便り〜今月の自慢食材〜（2024年10月 - 、静岡朝日テレビ）- 不定期レギュラーゲスト※月1放送[12]

過去の出演番組
- 人生もっと満喫アワー トキめけ!ウィークワンダー（フジテレビ）
- エチカの鏡〜ココロにキクTV〜（フジテレビ）- 準レギュラー
- 世界笑える!ジャーナル（TBSテレビ）- 芸人ジャーナリスト
- リカちゃん ハッピースクール[13]→リカちゃん ハッピー×2スクール[14]→リカちゃん ハッピー×3スクール[15]（2011年・2012年、キッズステーション）- 担任の先生役として出演
- まめサタ（2011年5月14日 - 2013年3月30日、テレビ静岡） - MC
- 銀河へキックオフ!!Jリーガーに挑戦（NHK BSプレミアム・NHK総合） - 実況
- うまズキッ!（フジテレビ）- 準レギュラー
- ピラメキーノ（テレビ東京）- 準レギュラー
- 最先端IT情報SHOW 革命×テレビ（TBSテレビ）- 準レギュラー
- ドラGO!（テレビ東京）- 不定期出演
- リーガダイジェスト!（2014年8月 - 2020年8月、WOWOW）- MC
- 直撃LIVE グッディ!（2015年9月28日 - 不明、フジテレビ） - 不定期出演パネラー（月曜）
- 雨上がりの「Aさんの話」〜事情通に聞きました!〜（ABCテレビ）- 不定期出演
- 住みまシュフラン（2016年 - 2018年、kawaiianTV）
- スポーツパラダイス（2017年4月 - 2018年3月、静岡朝日テレビ）- 準レギュラー「月刊ヒデ通信（仮）」担当
- JOYのASOBU-TV JOYnt!（群馬テレビ）- 準レギュラー
- 世界へ発信!SNS英語術（2018年 - 2020年、NHK Eテレ）- パートナー
- 社長チップス畑（2018年 - 2019年、kawaiianTV）
- ごごナマ（NHK総合）- 木曜コーナーMC
- ワシんとこ・ポスト（2022年3月 - 2023年6月、BSよしもと）- 月曜コメンテーター
- BARヒデtoKEIBA（2023年7月3日 - 9月25日、グリーンチャンネル）[16]
- 全員半人前 〜MC&ひな壇全員トーク番組ほぼ未経験者でやってみた〜（2024年8月14日 - 2025年5月28日、BSよしもと）- ※レギュラー見届け人※隔週水曜日放送

### ラジオ
- 静岡サッカー熱血応援番組 ヒデとキトーのFooTALK!（2022年3月29日 - 、SBSラジオ）

### 映画
- 長髪大怪獣ゲハラ（2009年）
- 修羅の世界（2022年）

### テレビドラマ
- 世にも奇妙な物語 25周年記念!秋の2週連続SP 傑作復活編「イマキヨさん」（2015年11月21日、フジテレビ）- 警官 役
- 示談交渉人 ゴタ消し 第10話（2011年3月10日、読売テレビ）- 岸本賢 役
- ユニコーンに乗って（2022年）- 岩岡教授 役
- ワカコ酒 シーズン8 第1話（2025年1月8日、BSテレ東）- ひむか食堂の客 役

### テレビアニメ
- 銀河へキックオフ!!（NHK BSプレミアム・NHK総合）31・33話 - 実況アナウンサー 役

### 舞台
- 舞台「ドクター・ブルー」いのちの距離〜（2021年1月23日 - 2月7日、KAAT神奈川芸術劇場 / 2月13日・14日、御園座 / 2月26日 - 28日、NHK大阪ホール） - 立花雄輔 役[17]
- ハートフル音楽劇「イキヌクキセキ〜十年目の願い〜」（2021年7月2日 - 11日、KAAT神奈川芸術劇場 / 7月16日 - 18日、COOL JAPAN PARK OSAKA WWホール） - 田島慎吾 役[18]
- 行先不明（2022年3月4日・5日、御園座 / 3月12日 - 21日、サンシャイン劇場） - 井口文昭 役[19][20]
- Uzume 第7回公演「誰かも知らない。」（2022年4月13日 - 17日、シアター・アルファ東京）[21]
- 舞台「バンク・バン・レッスン」（2024年2月7日 - 11日、シアター・アルファ東京）[22]

### MV
- 大原櫻子「真夏の太陽」（2015年7月22日）[23]

## 作品

### 著書
- キャンプ24時 CAMP 24 -TWENTY FOUR- (2014年8月6日、ヨシモトブックス（ワニブックス）)
- いつか、あなたと（2018年10月25日、幻冬舎） – 中川秀樹名義
- 勝ち癖がつく 最強プレゼン術（2021年7月15日、角川春樹事務所）
- なぜ、僕らはこんなにもサッカーが好きなのだろう（2024年3月2日、ベースボール・マガジン社）

### 配信作品
- パパコ絵本 ママにはないしょだよ（2012年8月8日、こえほん）‐ 作・朗読

## 受賞歴
- イクメン・オブ・ザ・イヤー 2015 - イクメン芸人部門（2015年）[24]

## タイトル

### クラブ
船橋市立船橋高校
- 全国高等学校総合体育大会：2回（1987年、1988年）